# Wielka mała liga
Wielka mała liga (oryg. Little Big League) – film z 1994 roku w reżyserii Andrew Scheinmana.

## Obsada
- Luke Edwards – Billy Heywood
- Timothy Busfield – Lou Collins
- John Ashton – Mac Macnally
- Ashley Crow – Jenny Heywood
- Kevin Dunn – Arthur Goslin
- Billy L. Sullivan – Chuck
- Jason Robards - Thomas Heywood